# Akpınar, Simav
Akpınar là một xã thuộc huyện Simav, tỉnh Kütahya, Thổ Nhĩ Kỳ. Dân số thời điểm năm 2008 là 107 người.